# Enota Al Quds
Enota Al Quds je iranska specialna enota, del Vojske stražarjev islamske revolucije.
Njena naloga je izvažanje islamske revolucije po sosednjih državah in po svetu; tako so pripadniki enote podpirali Kurde v boju proti Sadamu Huseinu, mudžahedine v boju proti sovjetskim okupatorjem, Severni zvezi v boju proti talibanom, Bošnjakom proti Srbom,...